# Caleb Ewan
Caleb Ewan (Sydney, 11 de julho de 1994) é um ciclista australiano, que atua em competições de ciclismo de estrada e pista. Desde 2019, compete para a equipe Lotto-Soudal. Ele é um velocista.